# Europoortkering

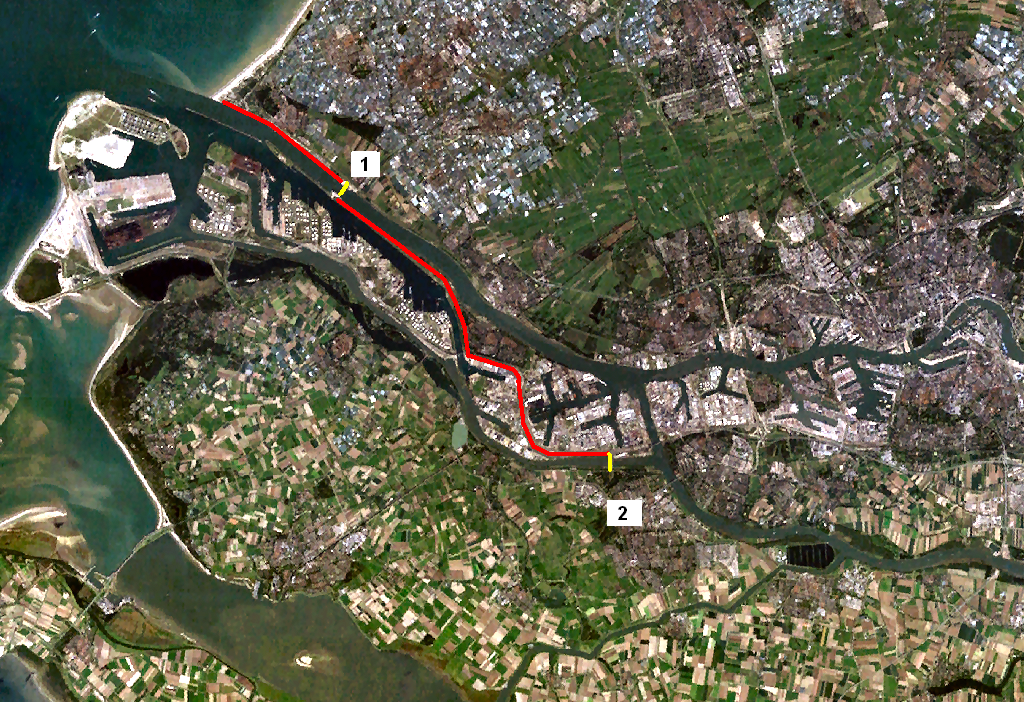
1. Maeslantkering
2. Hartelkering
Rood: dijkversterkingen

De Europoortkering is het laatste onderdeel van de Deltawerken. De kering moet een groot deel van Zuid-Holland beschermen tegen overstromingen. De belangrijkste werken die deel uitmaken van de kering zijn:
- de Maeslantkering in de Nieuwe Waterweg bij Hoek van Holland
- de Hartelkering in het Hartelkanaal
- dijkversterkingen in het benedenrivierengebied.